# Mary Walcott
Mary Walcott (Salem, 5 luglio 1675 – dopo il 1719) fu una testimone al processo alle streghe di Salem, svoltosi a Salem Village (ora Danvers) in Massachusetts tra gli anni 1692 e 1693.

## Biografia
Mary era figlia del capitano Jonathan Walcott (1639-1699) e di sua moglie Mary Sibley (1644-1683), entrambi nativi di Salem Village. Nel 1692, a quasi diciassette anni, cominciò a pronunciare strane frasi. Si credette che fosse stata colpita dallo stesso maleficio subito da altre ragazze del posto.
Sua zia Mary Woodrow, moglie di Samuel Sibley, intimò alla coppia di schiavi caraibici Tituba e John Indian di far mangiare a un cane una focaccia composta di farina di segale mista all'urina delle ragazze che si credeva fossero colpite dal maleficio. L'espediente, noto come witches cake (torta delle streghe), era usato nella tradizione popolare per identificare le streghe: l'animale, consumata la focaccia, avrebbe aggredito la strega responsabile del maleficio. Al contrario non sortì gli effetti sperati e il cane si ammalò.
Durante i processi, Mary Walcott fu accreditata come persona equilibrata. Le ricerche successive la dipinsero come coinvolta nelle faide del paese o come una strega che confuse i suoi potenziali accusatori indirizzando la loro attenzione su degli innocenti. Mary Walcott sposò Isaac Farrar, figlio di John Farrar di Woburn, Massachusetts, il 29 aprile 1696. La coppia ebbe numerosi figli e successivamente si trasferì a Townsend, Massachusetts. In seguito, nel 1701, sposò David Harwood, da cui ebbe altri nove figli.